# Bahnhof Neckargemünd
Der Bahnhof Neckargemünd ist neben dem S-Bahn-Haltepunkt Neckargemünd Altstadt eine von zwei in Betrieb befindlichen Bahnstationen in der nordbadischen Stadt Neckargemünd, wenig östlich von Heidelberg. Er liegt an der Neckartalbahn von Heidelberg über Neckarelz nach Bad Friedrichshall und der Elsenztalbahn über Sinsheim nach Bad Friedrichshall. Seit Dezember 2003 ist er Halt der Linien S1 und S2 der S-Bahn Rhein-Neckar, seit Dezember 2008 auch der Linien S5 und S51.

## Lage

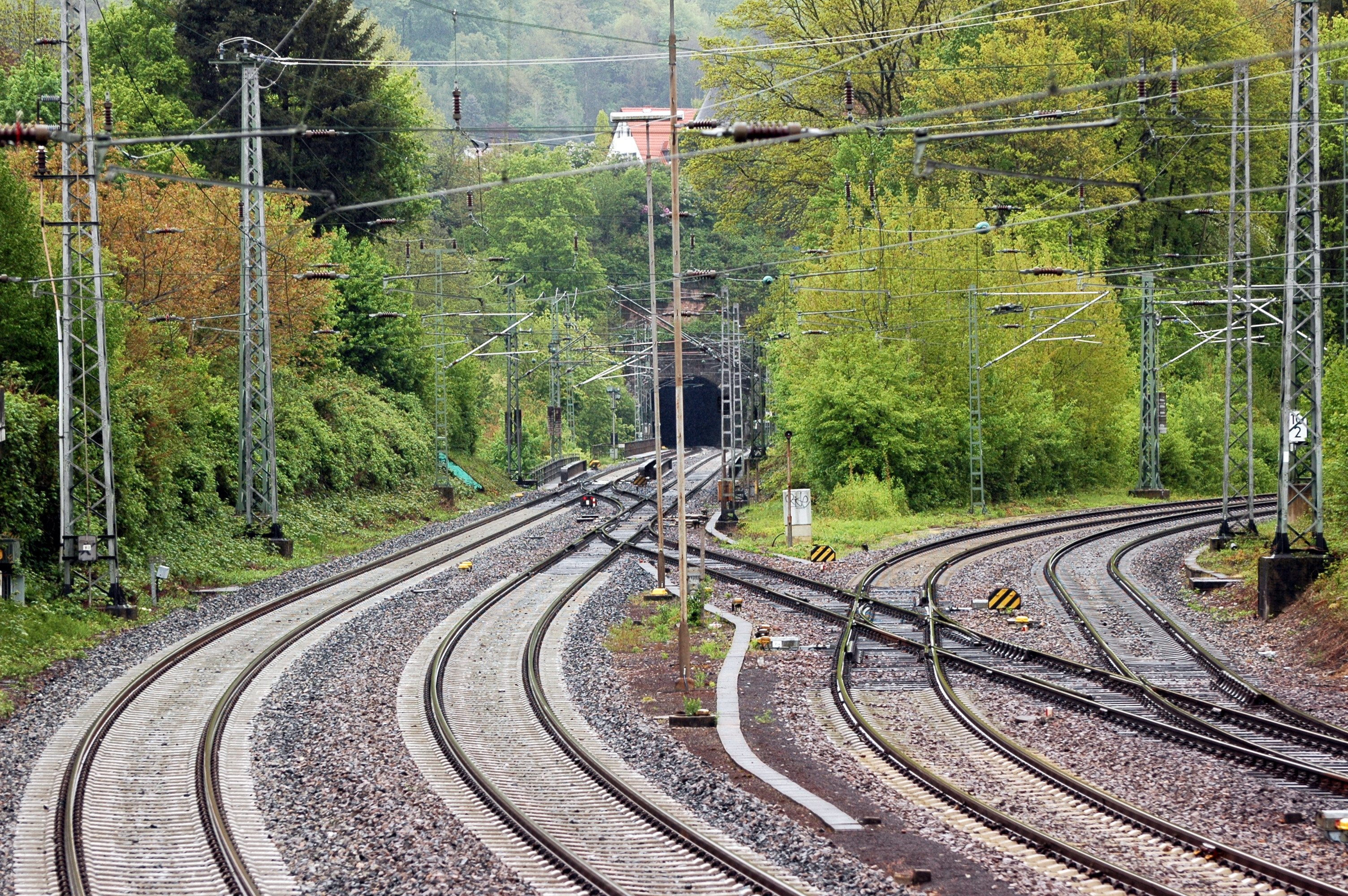
Östlicher Bahnhofskopf

Der Bahnhof Neckargemünd liegt westlich der Altstadt von Neckargemünd, direkt an der Bundesstraße 37 und unweit des Neckars. Die Elsenztalbahn macht hier – genau wie die Elsenz bzw. der Neckar – zwei enge Bögen um den Neckarriedkopf herum, und verlässt den Bahnhof Richtung Süden. Die Neckartalbahn quert am östlichen Ende des Bahnhofs die Elsenz und führt durch den Reichensteintunnel.

## Geschichte
Der Neckargemünder Bahnhof wurde gemeinsam mit der Elsenztalbahn Heidelberg–Meckesheim am 23. Oktober 1862 durch die Badische Staatsbahn eröffnet. Am 24. Mai 1879 wurde die Strecke von Neckargemünd über Neckarsteinach, Eberbach und Neckarelz nach Bad Friedrichshall-Jagstfeld eröffnet; der Bahnhof wurde dadurch zu einem Trennungsbahnhof.
Ende 1867 wurde im Bahnhof eine Brückenwaage erbaut.
Im Jahr 1879 wurde der Bahnhof nach Westen verlegt. Das alte Empfangsgebäude zwischen der heutigen Schützenhausbrücke und dem heutigen P+R-Parkplatz an der Bahnhofstraße enthält heute ein Sanitätshaus.
Am 21. Oktober 1963 wurden die beiden mechanischen Stellwerke durch das Sp-Dr-S59-Stellwerk „Nf“ im Empfangsgebäude ersetzt. Die Strecke nach Heidelberg ist mit der Selbstblock-Bauform S60 gesichert. Richtung Hirschhorn ist Gleiswechselbetrieb eingerichtet, in die beiden anderen Richtungen signalisierter Falschfahrbetrieb.
Zum turnusgemäßen Fahrplanwechsel 2003/2004 am 14. Dezember 2003 wurde der Bahnhof Neckargemünd in das System der S-Bahn Rhein-Neckar integriert. Hierzu war der Bahnhof grundlegend modernisiert worden. Dabei wurden der Hausbahnsteig an Gleis 1 und der Mittelbahnsteig an den Gleisen 2 und 3 zu 135 m langen Bahnsteigen nach S-Bahn-Standard umgebaut, an deren Enden Rampen auf den alten, längeren – der Bahnsteig A ist gesamt 272 m lang –, Bahnsteig führen. Der mit dem alten Teil 318 m lange Bahnsteig B ist über einen Aufzug aus der Unterführung barrierefrei erreichbar. Der Bahnsteig C war damals noch ein 271 m langer Zwischenbahnsteig zwischen den Gleisen 3 und 4 und nur über einen Reisendenübergang östlich des modernisierten Teils von Bahnsteig B erreichbar. An ihm hielten nur bei Verspätung des Gegenzuges Regionalbahnen Richtung Meckesheim.
Der Zwischenbahnsteig an Gleis 4 wurde bis 2008 durch einen Seitenbahnsteig nach S-Bahn-Standard ersetzt. Hierfür wurde Gleis 5 gekürzt und die weiteren Gleise abgerissen. Es wurde des Weiteren die Gleisverbindung W10/W11 errichtet, um gleichzeitige Aus- und Einfahrten von bzw. nach Gleis 3 und 4 Richtung Heidelberg zu ermöglichen.
Auf der Fläche der früher für den Güterverkehr genutzten Gleise ab Gleisnummer 6 entstanden Parkflächen für Kraftfahrzeuge, später auch ein Discounter und ein Schuhgeschäft. Das Gleis 5 wurde von einem Hauptgleis nur zur Ausfahrt mit Gruppenausfahrsignal zu einem Nebengleis umgebaut.

## Bahnanlagen

### Empfangsgebäude
Das Empfangsgebäude des Neckargemünder Bahnhofs steht nördlich der Gleise. 

### Gleise und Bahnsteige
Der Bahnhof verfügt über die vier durchgehenden Hauptgleise der beiden zweigleisigen Strecken und ein Nebengleis. Die Strecke nach Meckesheim ist nur von den Gleisen 3 und 4 aus erreichbar.

## Verkehr

### Schienenpersonenverkehr
Der Neckargemünder Bahnhof ist an das Netz der S-Bahn Rhein-Neckar durch verschiedene Linien angebunden. Die S1 bietet stündliche Verbindungen ins saarländische Homburg bzw. nach Osterburken und die S2 ins pfälzische Kaiserslautern bzw. badische Mosbach. Beide Linien verkehren auf der Relation Kaiserslautern–Mosbach mit gleichem Streckenverlauf, somit ergänzen sich diese Linien zu einem halbstündlichen Takt. Vier Züge (38265, 38404, 38418 und 38262) fahren morgens und abends abweichend von bzw. nach Germersheim. Die Linien S5 und S51 starten in Heidelberg und trennen sich in Meckesheim, wo sie danach in Eppingen bzw. Aglasterhausen enden. Ein Zugpaar (38555/38564) und ein Zug (38514) der Linie S5 fährt darüber hinaus von bzw. nach Bad Rappenau, drei Züge (38517, 38054 mit 38554 sowie 38555 mit 38055) werden auf die Linie S6 von bzw. nach Mainz (Zug 38709, 38762 und 38753) durchgebunden, ein weiterer (38508) fährt bis Mannheim Hbf, um danach als RB2 38821 nach Karlsruhe weiter zu fahren.
Außerdem hält in Neckargemünd seit dem 14. Juni 2020 auch die Regional-Express-Linie 10a/b, welche von Mannheim nach Heilbronn verkehrt.
| Linie  | Streckenverlauf | Takt          |
| ------ | --- | ------------- |
| S 1    | Homburg (Saar) Hbf – Bruchmühlbach-Miesau – Hauptstuhl – Landstuhl – Kindsbach – Einsiedlerhof – Vogelweh – Kennelgarten – Kaiserslautern Hbf – Hochspeyer – Frankenstein (Pfalz) – Weidenthal – Neidenfels – Lambrecht (Pfalz) – Neustadt (Weinstr) Hbf – Neustadt (Weinstr)-Böbig – Haßloch (Pfalz) – Böhl-Iggelheim – Schifferstadt – Limburgerhof – (Ludwigshafen-Rheingönheim – Ludwigshafen-Mundenheim –) (einzelne Züge) Ludwigshafen (Rhein) Hbf – Ludwigshafen (Rhein) Mitte – Mannheim Hbf – Mannheim ARENA/Maimarkt – Mannheim-Seckenheim – Mannheim-Friedrichsfeld Süd – Heidelberg-Pfaffengrund/Wieblingen – Heidelberg Hbf – Heidelberg-Weststadt/Südstadt – Heidelberg-Altstadt – Heidelberg-Schlierbach/Ziegelhausen – Heidelberg Orthopädie – Neckargemünd – Neckargemünd Altstadt – Neckarsteinach – Neckarhausen (b Neckarsteinach) – Hirschhorn (Neckar) – Eberbach – Lindach – Zwingenberg (Baden) – Neckargerach – Binau – Mosbach‐Neckarelz – Mosbach West – Mosbach (Baden) – Neckarburken – Dallau – Auerbach (b Mosbach) – Oberschefflenz – Eicholzheim – Seckach – Zimmern bei Seckach – Adelsheim Nord – Osterburken Stand: Fahrplanwechsel Dezember 2021 | 60 min        |
| S 2    | Kaiserslautern Hbf – Hochspeyer – Frankenstein (Pfalz) – Weidenthal – Neidenfels – Lambrecht (Pfalz) – Neustadt (Weinstr) Hbf – Neustadt (Weinstr)-Böbig – Haßloch (Pfalz) – Böhl-Iggelheim – Schifferstadt – Limburgerhof – Ludwigshafen-Rheingönheim – Ludwigshafen-Mundenheim – Ludwigshafen (Rhein) Hbf – Ludwigshafen (Rhein) Mitte – Mannheim Hbf – Mannheim ARENA/Maimarkt – Mannheim-Seckenheim – Mannheim-Friedrichsfeld Süd – Heidelberg-Pfaffengrund/Wieblingen – Heidelberg Hbf – Heidelberg-Weststadt/Südstadt – Heidelberg-Altstadt – Heidelberg-Schlierbach/Ziegelhausen – Heidelberg Orthopädie – Neckargemünd – Neckargemünd Altstadt – Neckarsteinach – Neckarhausen (b Neckarsteinach) – Hirschhorn (Neckar) – Eberbach – Lindach – Zwingenberg (Baden) – Neckargerach – Binau – Mosbach‐Neckarelz – Mosbach West – Mosbach (Baden) Stand: Fahrplanwechsel Dezember 2021 | 60 min        |
| S 4    | Germersheim – Speyer – Schifferstadt – Ludwigshafen (Rhein) – Mannheim – Heidelberg – Neckargemünd – Eberbach – Mosbach – Osterburken | einzelne Züge |
| S 5    | Heidelberg Hbf – Heidelberg-Weststadt/Südstadt – Heidelberg-Altstadt – Heidelberg-Schlierbach/Ziegelhausen – Heidelberg Orthopädie – Neckargemünd – Bammental – Reilsheim – Mauer (b Heidelberg) – Meckesheim – Zuzenhausen – Hoffenheim – Sinsheim (Elsenz) Hbf – Sinsheim Museum/Arena – Steinsfurt – Reihen – Ittlingen – Richen – Eppingen Heidelberg–Meckesheim teilweise vereinigt mit S 51 nach Aglasterhausen Stand: Fahrplanwechsel Dezember 2021 | 30/60 min     |
| S 51   | Heidelberg Hbf – Heidelberg-Weststadt/Südstadt – Heidelberg-Altstadt – Heidelberg-Schlierbach/Ziegelhausen – Heidelberg Orthopädie – Neckargemünd – Bammental – Reilsheim – Mauer (b Heidelberg) – Meckesheim – Eschelbronn – Neidenstein – Waibstadt – Neckarbischofsheim Nord – Helmstadt (Baden) – Aglasterhausen Heidelberg–Meckesheim vereinigt mit S 5 nach Eppingen Stand: Fahrplanwechsel Dezember 2021 | 60 min        |
| RE 10a | Mannheim – Heidelberg – Neckargemünd – Eberbach – Mosbach-Neckarelz – Bad Friedrichshall – Heilbronn | 120 min       |
| RE 10b | Mannheim – Heidelberg – Neckargemünd – Meckesheim – Sinsheim (Elsenz) – Bad Friedrichshall – Heilbronn | 120 min       |

### Busverkehr
Der Bahnhof Neckargemünd liegt genau zwischen Heidelberg und dem Östlichen Rhein-Neckar-Kreis. Er wird von den nachfolgend dargestellten Buslinien bedient. Die Linie 35 fährt im 20-Minuten-Takt bzw. an Wochenenden alle halbe Stunde und in den Abendstunden bis nach Mitternacht stündlich. Letzteres gilt annähernd für alle anderen Linien.
| Linie | Streckenverlauf |
| ----- | --- |
| 35    | Wieblingen – Heidelberg – Schlierbach – Neckargemünd Bahnhof – Altstadt – Neckargemünd Bildungszentrum                                                         |
| 735   | (Heidelberg – Schlierbach –) Neckargemünd Bahnhof – Neckarsteinach – Schönau – Heiligkreuzsteinach                                                             |
| 752   | (Heidelberg – Schlierbach –) Neckargemünd Bahnhof – Altstadt – Dilsberg – Mückenloch                                                                           |
| 753   | Kleingemünd – Neckargemünd Bahnhof – Altstadt – Dilsberg |
| 754   | (Heidelberg – Schlierbach –) Neckargemünd – Altstadt – Wiesenbach – Lobenfeld – Spechbach – Epfenbach – Reichartshausen – Waldwimmersbach (– Haag – Moosbrunn) |
| 755   | (Heidelberg – Schlierbach –) Neckargemünd – Waldhilsbach – Bammental (– Mauer – Meckesheim – Zuzenhausen – Hoffenheim – Sinsheim)                              |

In der Schwachverkehrszeit wird der Neckargemünder Bahnhof von Ruftaxis angefahren; diese müssen jedoch bis 60 Minuten vor Abfahrt telefonisch beim Verkehrsunternehmen bestellt werden.
| Linie | Streckenverlauf                                                    |
| ----- | ------------------------------------------------------------------ |
| 7940  | Neckargemünd – Wiesenbach – Langenzell                             |
| 8911  | Neckargemünd – Waldhilsbach                                        |
| 8912  | Neckargemünd – Rainbach – Dilsberg – Mückenloch – Neckarhäuser Hof |
| 8913  | Neckargemünd – Kleingemünd – Neckargemünd                          |